# Дейвид Силверия
Дейвид Рандъл Силверия (на английски: David Randall Silveria) е американски музикант, барабанист на групата Корн в периода 1994 – 2007.

## Биография
На тринадесетгодишна възраст, след като свири в няколко гаражни банди, той се свързва с Фийлди и става барабанист на неговата група. Любимите му барабанисти са Томи Лий и Майк Бордин. Дейвид заработва странично като модел на компанията за облекло 26 Red. През 1997 г. се жени за Шанън Белино, имат син и дъщеря. Дейвид си е татуирал името на Шанън. Другите му татуировки са чеширска котка, логото на Корн и мъж с изплезен език, прободен с палка за барабан.